# Bambal
Bambal este un vechi soi românesc de struguri roșii cultivat în trecut în Dobrogea. Cunoscut și sub numele de Semendru
Strugurii erau de mărime mijlocie, cu boabe nu prea dese. Pielița boabelor era foarte subțire și, la coacere, avea culoarea neagră. Miezul era cărnos și necolorat. Maturarea avea loc în octombrie, dar strugurii erau atacați deseori de putregaiul cenușiu diminuîndu-se atât cantitatea, cât și calitatea lor. Se obțineau vinuri roșii, de masă.
În zilele noastre se mai folosește această denumire pentru un soi hibrid de struguri galbeni și lungi. 